# 匝瑳市横芝光町消防組合

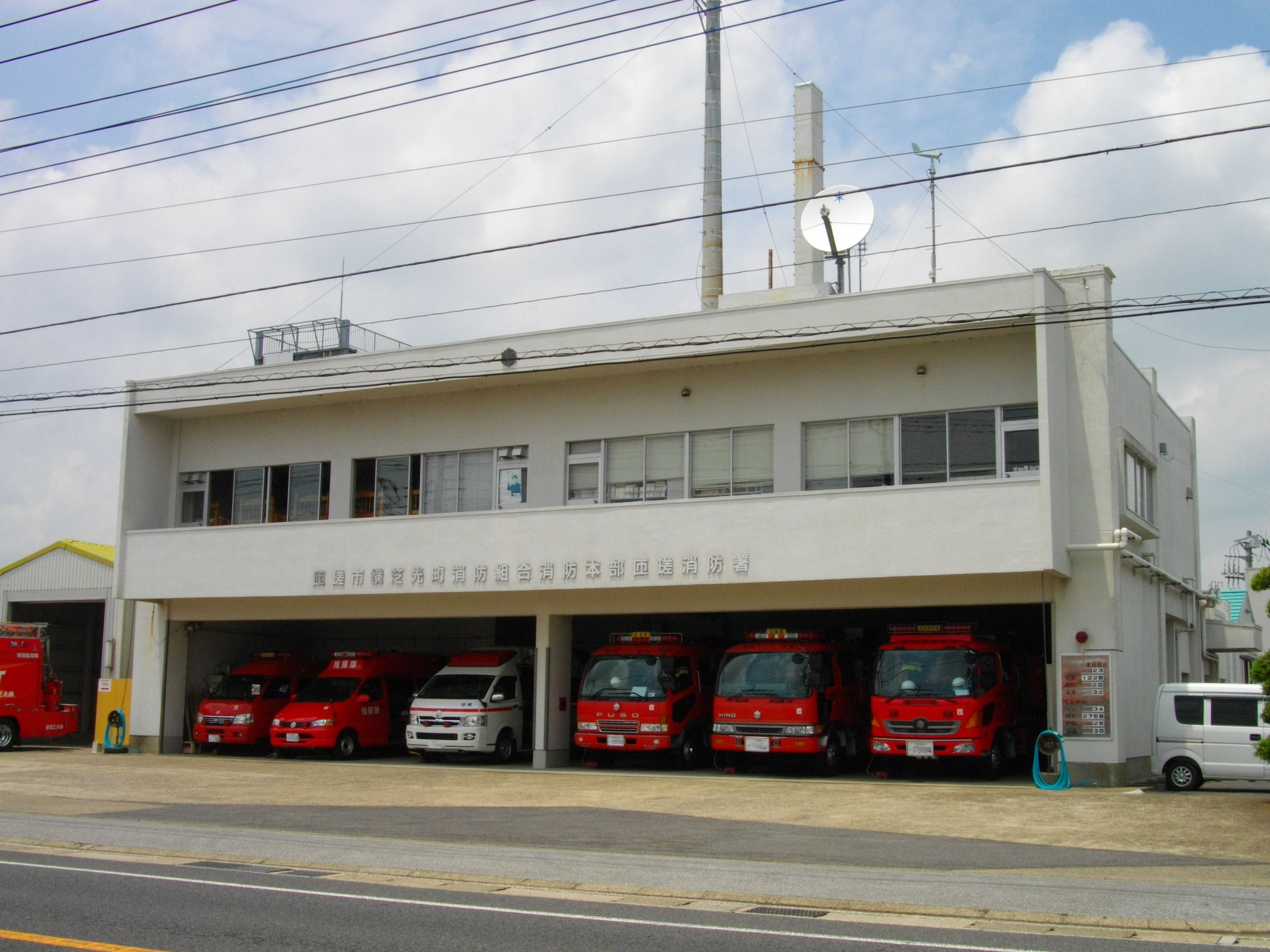
匝瑳市横芝光町消防組合消防本部

匝瑳市横芝光町消防組合（そうさしよこしばひかりまちしょうぼうくみあい、英：Sosa city Yokoshibahikari town firefighting association）は、千葉県匝瑳市及び山武郡横芝光町によって組織された一部事務組合（消防組合）である。管轄区域は前述の1市1町。

## 概要
- 消防本部：匝瑳市八日市場ホ715
- 管内面積：168.69km2
- 職員定数：106人
- 消防署2カ所、分署1カ所
- 主力機械（2020年4月1日現在）
  - 普通消防ポンプ自動車：2
  - 水槽付消防ポンプ自動車：4
  - 化学消防自動車：1
  - 高規格救急自動車：4
  - 指揮隊車：1
  - 指揮車：2
  - 救助工作車：1
  - 連絡車：4
  - 原因調査車：1
  - 査察車：1
  - 司令車：1
  - 資機材搬送車：1 n  n

【主力機械に関する参考文献：令和2年版消防年報（匝瑳市横芝光町消防組合）】

## 沿革
- 1970年10月1日 八日市場市、匝瑳郡光町、野栄町及び山武郡横芝町の1市3町により八日市場市外三町消防組合を開設する。
- 2006年1月23日 八日市場市と匝瑳郡野栄町が合併して匝瑳市が発足する。
- 2006年3月27日 山武郡横芝町と匝瑳郡光町が合併して山武郡横芝光町が発足する。
  - 匝瑳市横芝光町消防組合に改称する。八日市場消防署を匝瑳消防署に改称、横芝分署が横芝光消防署に昇格し2署体制となる。野栄分遣所は野栄分署に改称する。

## 組織
- 消防組合
- 本部
- 消防署

## 消防署

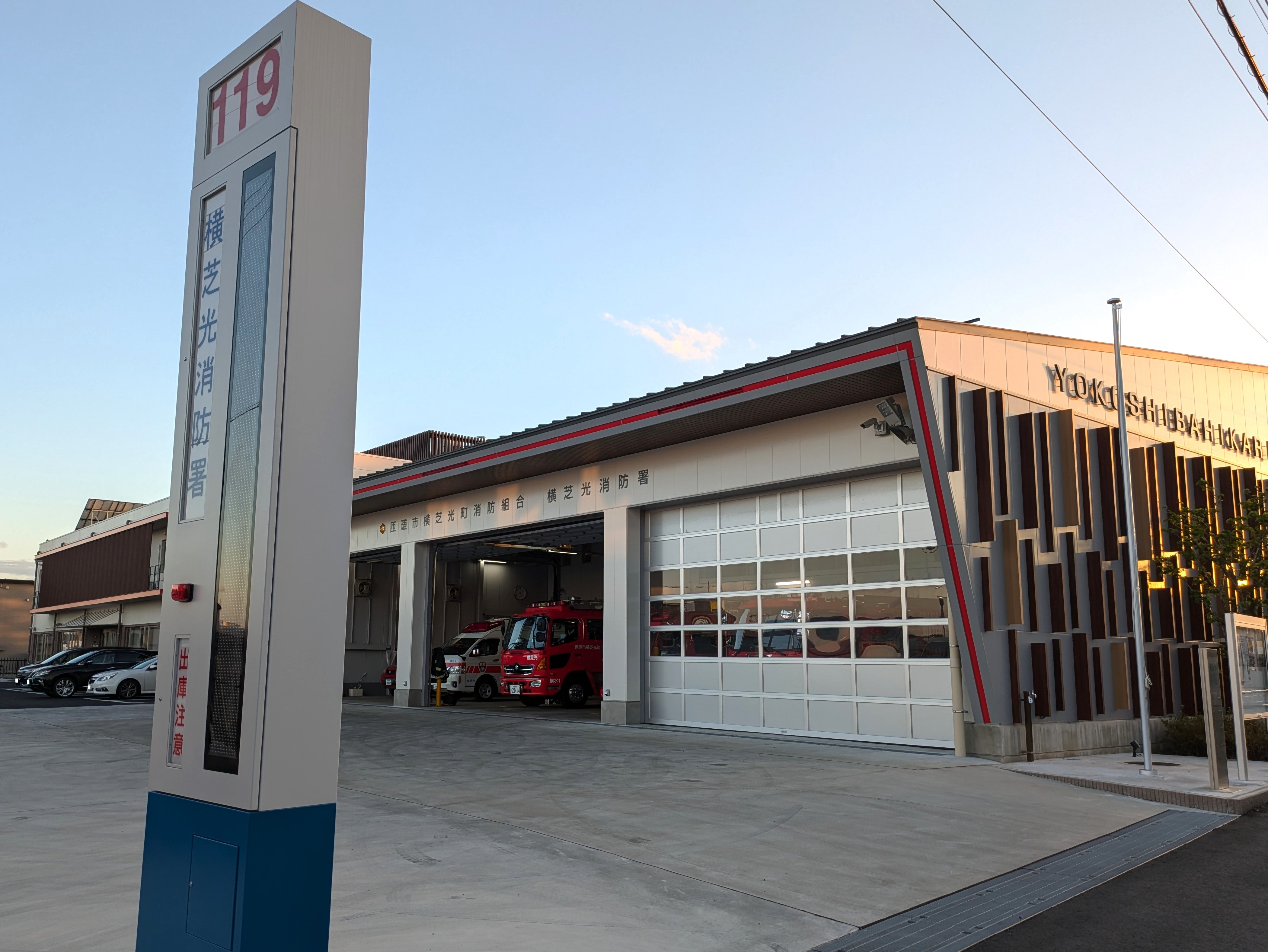
横芝光消防署

| 消防署       | 住所                | 分署                   |
| ------------ | ------------------- | ---------------------- |
| 匝瑳消防署   | 匝瑳市八日市場ホ715 | 野栄：匝瑳市今泉6521-8 |
| 横芝光消防署 | 横芝光町横芝1164-1  | なし                   |